# Vlag van Dantumadeel

Vlag van de gemeente Dantumadeel

De vlag van Dantumadeel is sinds 22 maart 1962 de gemeentelijke vlag van de Friese gemeente Dantumadeel. De vlag is afgeleid van het gemeentewapen en bestaat uit vier horizontale banen van gelijke hoogte in de kleuren wit, rood, geel en groen. Het ontwerp is afkomstig van de Hoge Raad van Adel.

## Dorpsvlaggen
Alle dorpen behalve Damwoude in de gemeente Dantumadeel hebben een eigen dorpsvlag.

Vlag van Broeksterwoude
Vlag van De Valom
Vlag van Driesum
Vlag van Rinsumageest
Vlag van Roodkerk
Vlag van Sijbrandahuis
Vlag van Veenwouden
Vlag van Wouterswoude
Vlag van Zwaagwesteinde

## Verwante afbeeldingen

Wapen van Dantumadeel

Achtkarspelen · 
Ameland · 
Dantumadeel · 
De Friese Meren · 
Harlingen · 
Heerenveen · 
Leeuwarden · 
Noardeast-Fryslân · 
Ooststellingwerf · 
Opsterland · 
Schiermonnikoog · 
Smallingerland · 
Súdwest-Fryslân · 
Terschelling · 
Tietjerksteradeel · 
Vlieland · 
Waadhoeke · 
Weststellingwerf